# Marc Weber
Marc Weber (født 21. marts 1972 i Bochum) er en tysk tidligere roer.
Webers første store internationale resultat kom, da han ved VM i 1993 var med til at vinde bronze i firer med styrmand for Tyskland. I 1995 var han skiftet til otteren og var der med til at blive verdensmester samme år.
Han var med i samme båd ved OL 1996 i Atlanta. Tyskerne blev her nummer to i indledende heat og vandt derpå sit opsamlingsheat. I finalen var den hollandske båd suveræn og vandt med et forspring på næsten to sekunder ned til tyskerne på andenpladsen, mens den russiske båd blev nummer tre. Mark Kleinschmidt, Roland Baar, Wolfram Huhn, Ulrich Viefers, Detlef Kirchhoff, Thorsten Streppelhoff, Frank Jörg Richter og styrmand Peter Thiede udgjorde resten af tyskernes besætning.
Han var igen med i otteren, der vandt VM-sølv i 1998; han indstillede sin internationale karriere efter VM i 1999.

## OL-medaljer
- 1996:  Sølv i otter